# Fox (Schiff, 1966)
Die Fox, auch USS Fox, (Kennungen: DLG-33 und CG-33) war ein Lenkwaffenkreuzer der Belknap-Klasse.

## Geschichte
Das Schiff wurde 1963 bei Todd Pacific Shipyards in Seattle auf Kiel gelegt und 1966 bei der US Navy in Dienst gestellt.
Ihre  fünf ersten Einsatzfahrten absolvierte die Fox zwischen 1967 und 1973 im Rahmen des Vietnamkrieges. Dort diente sie als Radarleitstelle für Kampfflugzeuge, die von den Trägern aus gestartet waren und als Basis für einen CSAR-Helikopter.
1975 lief die Fox in den Indischen Ozean, wo sie mit der Royal Australian Navy und der Marine Irans Übungen durchführte. Weitere Fahrten führten das Schiff in den Persischen Golf und das Rote Meer, außerdem ins Ochotskische Meer. Sie war vor Vietnam an der Rettung von Boatpeoples beteiligt und nahm an Operation Earnest Will teil. Bis 1993 fielen noch mehrere Einsätze im persischen Golf in die Einsatzzeit der Fox.
1995 wurde der Kreuzer außer Dienst gestellt und im Jahr 2007 abgebrochen.